# Madison (hrabstwo Madison)
Madison – wieś w Stanach Zjednoczonych, w stanie Nowy Jork, w hrabstwie Madison.